# Pralines 38
Pralines 38 (Wheeler, Dealer !) est un roman policier de l’écrivain australien Carter Brown publié en 1975 aux États-Unis. Il n'a pas été publié en Australie.
Le roman est traduit en français en 1976 dans la collection Carré noir. La traduction, prétendument "de l'américain", est signée Jacques Hall. C'est une des nombreuses aventures du lieutenant Al Wheeler, bras droit du shérif Lavers dans la ville californienne fictive de Pine City ; la trente-huitième traduite aux Éditions Gallimard. Le héros est aussi le narrateur.

## Résumé
Au moment où Al Wheeler frappe à la porte du détective privé George Thompson, qui l'a appelé d'urgence, celui-ci est abattu par un individu qui tire ensuite sur le lieutenant. Lequel vide le chargeur de son calibre 38 sur le tueur, avant de délivrer la blonde secrétaire enfermée dans le placard. Le détective défunt a laissé pour une cliente, Anita Fartley, une lettre obscure qui cite six personnages : Bullen, Wolfe, Russell, Nesbitt, Corinne Lambert et Hardesty. L'enquête permet de retrouver les cinq premiers, plus ou moins liés dans certaines affaires, mais Hardesty semble inconnu. Ou plus exactement, c'est ainsi que se fait appeler un maître chanteur qui arrange les affaires des cinq autres au détriment d'un dernier personnage :  Bruce Madden. Qui est donc Hardesty ? pourquoi ces chantages où il semble ne rien gagner ? et qui a envoyé un tueur pour liquider Thompson ?

## Personnages
- Al Wheeler, lieutenant enquêteur au bureau du shérif de Pine City.
- Le shérif Lavers.
- Annabelle Jackson, secrétaire du shérif.
- Doc Murphy, médecin légiste.
- Ed Sanger, technicien du laboratoire criminel.
- Le sergent Peterson.
- Fay Lewis, secrétaire de George Thompson.
- Anita Farley, gouvernante de Bruce Madden.
- Corinne Lambert, sœur d'Anita Farley, secrétaire de Guy Wolfe.
- Guy Wolfe, dirigeant de Bullen et Wolfe, entreprise de relations publiques.
- Ray Bullen, son associé.
- Martha Nesbitt, récente veuve de Tom Nesbitt.
- Charlie, valet des Nesbitt.
- Earl Russel, ami de feu Tom Nesbitt.
- Lulubelle, sa maîtresse.

## Édition
- Carré noir no 238, 1976,  (ISBN 2070432386).